# Токантинополис (футбольный клуб)
«Токантино́полис» (порт.-браз. Tocantinópolis Esporte Clube) — бразильский футбольный клуб представляющий одноимённый город из штата Токантинс. В 2021 году клуб выступал в Серии D Бразилии.

## История
Клуб основан 1 января 1989 года, домашние матчи проводит на арене «Рибейран», вмещающей 8 000 зрителей. «Токантинополис» пять раз побеждал в чемпионате штата Токантинс, и также дважды завоевывал кубок штата. Семь раз в своей истории клуб выступал в Серии C Бразилии, лучший результат — 21-е место в 2005 году. Один раз клуб принимал участие в розыгрыше Кубка Бразилии, в 2003 году он занял в нём 34-е место. В 2011 году клуб дебютировал в Серии D чемпионата Бразилии.

## Достижения
- Чемпион Лиги Токантиненсе (5): 1993, 2002, 2015, 2021, 2022
- Чемпион Лиги Токантиненсе среди любителей (1): 1990
- Победитель Кубка штата Токантинс (2): 1993, 2002